# Elyes Gabel
Elyes Cherif Gabel (født 8. maj 1983) er en engelsk skuespiller.

## Filmografi

### Film
- World War Z – 2013
- Welcome to the Punch – 2013
- A Most Violent Year – 2014
- Interstellar – 2014

### TV-serier
- Game of Thrones – 2011 - 2012
- Body of Proof – 2013
- Scorpion – 2014 - 2018